# 西部硬頭魚
西部硬頭魚(学名：Craterocephalus cuneiceps），為輻鰭魚綱銀漢魚目銀漢魚科的其中一種，分布於澳洲淡水流域，體長可達8.5公分，為熱帶魚類，棲息在水質清澈、流動或靜止的溪流、渠道及水塘，生活習性不明。